# Deactivators
《Deactivators》是一款由大衛·畢曉普（David Bishop）和克里斯·帕爾默（Chris Palmer）設計、Tigress Marketing和System Software製作、Ariolasoft以下屬品牌Reaktor的名義發行的動作益智遊戲。玩家在遊戲中將操控名為「Deactivators」的炸彈處理機器人，解除恐怖分子在研究中心中設置的炸彈。本作的遊戲概念源自於畢曉普和帕爾默的腦力激盪；研發過程共花費了約五至六個月的時間，後於1986年10月6日於Amstrad CPC 464、康懋達64和Sinclair ZX Spectrum等平臺推出。
輿論普遍給予《Deactivators》良好評價，讚譽其原創要素及畫面表現，本作也被《Your Sinclair》評選為ZX Spectrum平臺上最優質的遊戲之一。儘管如此，本作並未在商業上取得成功，開發商Tigress Marketing在遊戲發售後不久便告歇業。

## 遊戲玩法

《Deactivators》遊戲畫面截圖，畫面上半部為遊戲場景空間，地圖則位於下半部

《Deactivators》是一款動作益智遊戲。玩家在遊戲中將操控名為「Deactivators」的炸彈處理機器人，解除恐怖分子在五個研究中心中設置的炸彈；每棟研究中心建築皆為獨立的關卡，玩家必須完成該關卡才能繼續前進。遊戲中有基於引信的時間限制，玩家拿起炸彈時，畫面上會顯示正在燃燒的引信；要解除炸彈，玩家必須操控炸彈處理機器人將炸彈搬運、扔出一系列連貫的房間，直到抵達出口為止；在搬運炸彈的過程中，還會有恐怖分子配置的安全機器人防守，這些安全機器人可破壞玩家所操控的炸彈處理機器人。此外，如果炸彈在某一房間內爆炸，房間內的所有東西都會被摧毀，關卡即告失敗。關卡完成後，玩家可以獲得新的炸彈處理機器人。
玩家在遊戲中共可使用四種指令：選擇機器人進行控制、移動機器人、讓機器人扔擲物體，以及對建築內的房間進行掃描。每個房間的重力方向皆不相同；機器人有時必須在牆壁甚至是天花板上移動。某些房間內會出現電路板，這些電路板在插入電腦房的電腦之後，可以進行打開門窗、取消阻撓機器人進入房間的力場和啟動傳送器以將機器人瞬間移動到其他房間等操作。
在遊戲的主線任務之外，《Deactivators》還附有关卡编辑器，可讓玩家自製關卡。

## 開發過程
《Deactivators》由大衛·畢曉普（David Bishop）和克里斯·帕爾默（Chris Palmer）設計。畢曉普是開發商Tigress Marketing的聯合創始人，帕爾默則是在離開阿格斯出版社後才加入Tigress Marketing。本作的遊戲概念源自於畢曉普和帕爾默的腦力激盪；遊戲使用實體紙張手工設計，以規劃出每棟建築內含的任務以及計算完成任務的最短路線和所需的時間。本作的設計過程歷時約一個月，而遊戲本身約花費了四至五個月的時間開發；之後由System Software完成編程，並交由Ariolasoft以專門負責街机和动作游戏的下屬品牌Reaktor的名義發行。《Deactivators》是首款以Reaktor名義發行的作品。
1986年10月6日，《Deactivators》於Amstrad CPC 464、康懋達64和Sinclair ZX Spectrum等平臺推出。

## 評價與影響
輿論普遍給予《Deactivators》良好評價。本作的ZX Spectrum版本被《Your Sinclair》評選為「官方最佳遊戲前100名」中的第28位；《电脑与电子游戏》的一位編輯評論表示本作注定要成為邪典遊戲；《Amstrad Action》的安德魯·威爾頓（Andrew Wilton）讚譽了遊戲內容，稱遊戲「優秀」，同時認為房間視角的變化是遊戲中最有趣的機能。本作的原創要素亦受到了輿論的讚譽。《Sinclair User》的泰勒·格雷厄姆（Taylor Graham）並將本作與1984年遊戲《諜對諜》進行了令人玩味的比較。
《Deactivators》各版本的畫面表現多半獲得輿論的讚譽。《撞擊》和《Your Sinclair》對本作的ZX Spectrum版本給予了正面評價，《撞擊》的編輯讚譽了遊戲中的畫面細節、機器人的動畫效果和房間的設計，《Your Sinclair》的格溫（Gwyn）則稱遊戲的畫面表現「清脆」；《Zzap!64》和《電腦與電子遊戲》對本作的康懋達64版本給予了正面評價，《Zzap!64》稱遊戲的單色畫面外觀「特異但有力」，《電腦與電子遊戲》的編輯則讚譽康懋達64版本優於Amstrad CPC 464和ZX Spectrum版本的音效表現。另一方面，《Amstrad Action》的威爾頓對本作的Amstrad CPC 464版本未能善用系統提供的色彩選項一事感到些許失望。
儘管評價不俗，《Deactivators》並未在商業上取得成功。在一次與《Retro Gamer》進行的訪談中，克里斯·帕爾默表示遊戲的行銷和遊戲的實際內容之間存在脫節。在《Deactivators》發售後不久，發行商Ariolasoft便退出了軟體市場，開發商Tigress Marketing隨後亦告歇業。大衛·畢曉普繼續留在電子遊戲產業，在维珍互动、Mindscape和寶開遊戲等公司工作；帕爾默則離開了電子遊戲產業，轉投資訊科技領域。

## 外部連結
- 收藏的《Deactivators》

- 《Deactivators》在Spectrum Computing上的資料（页面存档备份，存于） （英文）
- 《Deactivators》在Lemon 64上的資料（页面存档备份，存于） （英文）